# Černá (zámek)
Zámek Černá stojí téměř v centru obce Černá, v okrese Žďár nad Sázavou. Od roku 1970 je chráněn jako kulturní památka. Od roku 1995 je v majetku firmy THE OTHER WORLD KINGDOM s.r.o.

## Historie
Zámek nechal na konci 16. století v duchu renesance vystavět Jan Rafael Chroustenský z Malovar. Po Bílé hoře však Chroustenští o majetek přišli a roku 1624 se zámek (tehdy označovaný jako tvrz) dostal do držení rodu Collalto. V této době spadala Černá do panství Rudolec, nicméně Collaltové přenesli správu panství do Černé. V 18. století prošel zámek barokní přestavbou, jež se týkala především interiérů. Kromě toho došlo také k zasvěcení zámecké kaple sv. Antonínu Paduánskému.
Fideikomisní velkostatek Černá-Německý Rudolec se rozkládal v obcích Arnolec, Blízkov, Bohdalov, Černá, Dědkov, Chlumek, Chroustov, Jersín, Kyjov, městečku Měřín, Milíkov, Nadějov, Rudolec, Stáj a Zhoř. Dominikální půda byla rozložena do šesti dvorů a čtyř revírů. Rozloha veškeré půdy tehdy činila 16 882 jiter (4637 jiter dominikální, 12 245 jiter rustikální), z toho 3310 jiter lesa (dominikálního 1851 jiter, rustikálního 1459 jiter).

### Pozemková reforma
Celý majetek hraběte Emanuela Collalto et San Salvatore na území nové republiky zařadil Státní pozemkový ústav už v roce 1921 do prvního období prováděné pozemkové reformy. Jednalo se o celý velkostatek Brtnice-Okříšky-Pokojovice se dvorem Přímělkov, dvorem Střížov (ze dvora Okříšky jen do 50% výměry), o celý velkostatek Uherčice s Písečnou a Slavětínem a celý velkostatek Něm. Rudolec-Černá.
Do pozemkové reformy vstoupil velkostatek Černá-Rudolec s celkovou výměrou 2010,55 ha veškeré půdy. Ve vlastní režii byl v té době provozován pouze dvůr v Černé. Dvůr v Německém Rudolci měl celý v pronájmu Josef Fischer, zrovna tak se v pachtu nacházely pozemky u dalších čtyř dvorů. Přihláškové řízení na velkostatku Černá-Německý Rudolec zahájil Státní pozemkový úřad na začátku ledna 1923. Jeho předmětem se staly:
- zámek s hospodářskými budovami v Německém Rudolci,
- zámek s hospodářskými budovami v Černé,
- hostinec v Černé a
- pozemky v katastrálních obcích: Arnolec, Černá, Jersín, Chlumek, Měřín, Německý Rudolec a Stáj o celkové výměře 281,1502 ha (z toho polí 218,1262 ha, luk 48,6573 ha, zahrad 2,5450 ha, luk 48,6573 ha, zahrad 2,5450 ha, pastvin 6,3638 ha, lesů 0,1205 ha, rybníků 2,1048 ha a ostatní půdy 3,2326 ha).[5]

Ze 7 dvorů bylo pozemkovou reformou 5 dvorů rozparcelováno zcela a ze 2 dvorů pozemkový úřad vytvořil zbytkové statky. V majetku vlastníka knížete Manfreda Collalto zůstalo pouze lesní hospodářství. Z velkostatku Černá o rozloze 204 ha vytvořil pozemkový úřad zbytkový statek Černá s rozloze 102 ha, jež obdržel Ladislav Růžička. Dalších 86 ha pozemkový úřad rozparceloval.
Z velkostatku Rudolec získal zámek taktéž Ladislav Růžička, který nakonec v roce 1923 obdržel celkem 145 hektarů půdy spolu s rudoleckým a černickým zámkem. Ten jej ještě téhož roku začal rozprodávat. Na zbytkovém statku Černá se v následujících letech střídali zbytkový statkáři, byly značně zdevastovány interiéry a fresky kaple. V roce 1931 získal zbytkový statek Eduard Pavlíček z Tasova.
Kníže Manfréd Collalto obdržel ze záboru 960 ha veškeré půdy, z toho lesů 23,3 ha, rybníků 119,3 ha. Zbylé pozemky ve Stáji, v Arnolci, ve Zhoři a lesní komplex Pouště u Měřína odprodal kvůli nesnadnému obhospodařování po pozemkové reformě.

### Konfiskace majetku (1945)
V roce 1949 byl Eduardu Pavlíčkovi z Tasova statek znárodněn a přidělen obci, která v zámku zřídila kanceláře místního národního výboru, kulturní dům, kino, klubovny, fotbalové hřiště na zahradě a vinný sklípek. Hospodářské budovy zámku obdrželo JZD.

## Other World Kingdom

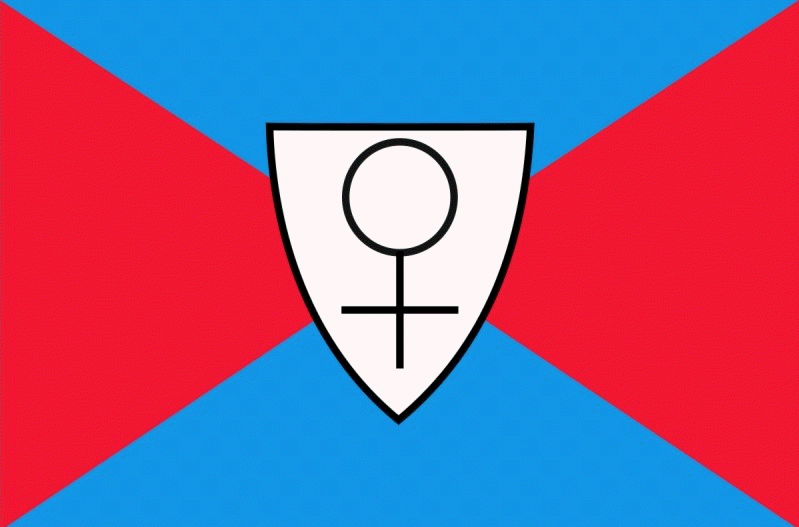
Vlajka Other World Kingdom

Dědici posledního majitele dostali zpět zámek po roce 1989 v rámci restitucí a krátce na to v roce 1992 zámek prodali firmě ze Zlína. Nový majitel provedl generální rekonstrukci, odsvěcení tamní kaple sv. Antonína, zřízené v meziválečném období v severním nároží zámecké budovy. Během rekonstrukce byla kolem zámku také postavena mohutná pětimetrová zeď.
Od roku 1996 byl zámek a přilehlý areál provozován pod názvem The Other World Kingdom (v překladu Království jiného světa) jako místo pro sadomasochistické hry. Do roku 2008 byl zámek přístupný pouze pro platící zájemce o sexuální služby s tématem ženské dominance. Zámek měl po převzetí zlínskou firmou svůj erb, v němž byl zobrazen štít s pouty a bičíkem, rituály a hymnu a také vlastní měnu: DOM odpovídající zhruba americkému dolaru. V roce 2008 byl zámek na prodej, ke změně vlastníka však nedošlo.
Dle katastru nemovitostí je vlastníkem zámku společnost The Other World Kingdom. Tato společnost se celosvětově proslavila v erotickém byznysu ve formě tzv. Femdom. Její hlavní náplní je provozování erotických stránek a natáčení krátkých filmů s tématy ženské dominance. V roce 2010 byla většina z původně provozovaných živností vymazána z živnostenského rejstříku a od roku 2014 je jediným majitelem firmy THE OTHER WORLD KINGDOM s.r.o. Aleš Sadil.

## Dostupnost
V blízkosti zámku neprochází žádná značená turistická trasa. Zámek je přístupný po místní komunikaci od Mlýnského rybníka. Nedaleko vede také silnice II/348 z Arnolce na Měřín, kde se napojuje na silnici II/602.